# Pehr Tham
Peter (Pehr) Tham, född 4 december (g.s.) 1737 på Stora Dala i Dala socken, Västergötland, död 5 augusti 1820 på Dagsnäs i Bjärka socken, Västergötland, var en svensk hovintendent, godsägare, fornforskare, skriftställare, tecknare och mecenat.
Tham var ägare till Dagsnäs gods vid Hornborgasjön. Han blev medlem i Götiska förbundet 1818, av Kungliga Akademien för de fria konsterna 1799, Kungliga Lantbruksakademien 1812 samt hedersledamot av Kungliga Vitterhets Historie och Antikvitets Akademien den 30 juni 1818. Han var från 1762 gift med Henrietta Nordencrantz. 

## Biografi

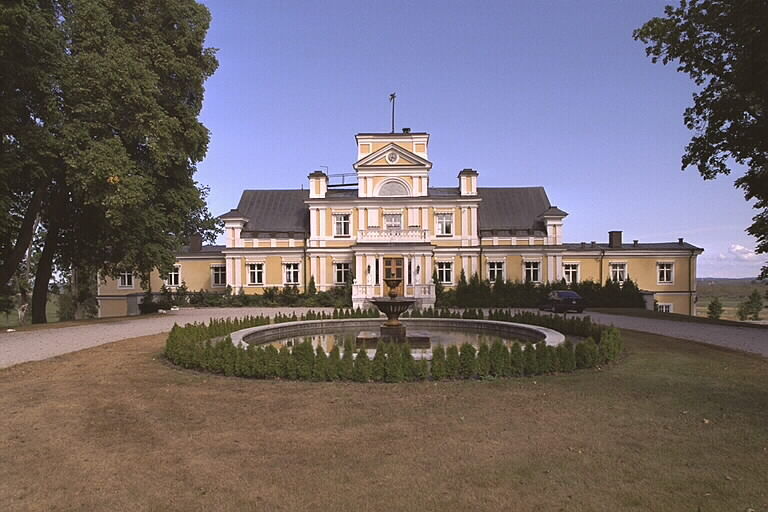
Dagsnäs herrgård

Pehr Tham var son till major Peter Tham och Ulrika Ulfsparre af Broxvik. Vid 1769 och 1771 års riksdagar motionerade han på grund av statsekonomiska skäl om att ett flertal helgdagar skulle avskaffas, vilket också skedde, efter att Gustav III blivit kung. Frågan fortsatte dock att sysselsätta honom genom åren.
Efter studier vid Uppsala universitet 1751–1753 vistades han några år i Stockholm och utgav några skrifter i opposition mot hattarnas ekonomiska politik och studerade konstnärliga, litterära och vetenskapliga frågor. Han studerade bland annat arkitektur för Carl Hårleman och Jean Eric Rehn. Han blev hovjunkare 1758, hovintendent 1763 och överintendent vid hovet 1809. Han var från början av 1760-talet huvudsakligen bosatt på Dagsnäs där han genomförde en rad förbättringar och rationella metoder för jordbruket. 
Han var en intresserad fornforskare, i Olof Rudbecks götiska anda – han har kallats "den siste rudbeckianen". Hans böcker är okritiska, men typiska för den strömning han stod i. Enligt hans övertygelse bodde "Gylfe ovanför och Oden mitt emot Dagsnäs". Vid sitt inträdestal i Götiska förbundet hävdade han att asken Yggdrasil i forntiden stod på hans ägor, varvid Pehr Henrik Ling reste sig, sade "Den står väl i helvete heller!", och gick. Likaså menade han att hans möderneätt, Ulfsparre, från Asa socken i Småland var ättlingar till de fornnordiska asarna. På Dagsnäs samlade han ett flertal olika runstenar till en allé, och lät gräva ut gånggrifter på sina ägor. Han resonerade även om skillnader i gravskick mellan kvinnor och män.
Tham var en föregångare för idériktningen som kallas Västgötaskolan, som menar att Svearikets ursprung inte legat i Uppland, utan i Västergötland. Tham författade en mängd skrifter i olika ämnen, från ett försvarstal till fadern till betänkanden i diverse ekonomiska frågor, en reseskildring i Carl von Linnés anda samt flera skrifter om fornforskning.
Tham  hade mycket starkt konstnärligt intresse och umgicks med Johan Tobias Sergel, Elias Martin, Pehr Hilleström och med flera andra samtida konstnärer som han stödde genom frikostiga inköp till sin egen konstsamling. Han sysslade även själv med konstnärlig verksamhet och illustrerade själv några av sina skrifter. Tham är representerad med teckningar vid Uppsala universitetsbibliotek och med manuskript och teckningar vid Kungliga biblioteket i Stockholm.
Av stor betydelse och förblivande värde är hans omfattande donationer. Han understödde Nils Henrik Sjöborgs och Carl Gustav Gottfried Hilfelings resor för att uppteckna historiska märkvärdigheter. Även Carl Gustaf Warmholtz stora historiska bibliografi, Bibliotheca historica, kunde utges tack vare Thams donation för ändamålet. Han stödde även generöst Thomas Thorild.
Vid Thams död ärvdes Dagsnäs av kusinbarnet majoren Pehr Sebastian Tham.

## Bibliografi ordnad alfabetiskt

Titelblad till Anteckningar under och i anledning af en resa ifrån Westergöthland til Stockholm, gjord åren 1796 och 1797 (1797)